# Ametralladora Tipo 1
La Tipo 1 fue una ametralladora aérea desarrollada durante la Segunda Guerra Mundial para la Armada Imperial Japonesa y el Ejército Imperial Japonés, en este último siendo designada como Tipo 98.

## Descripción
Era una adaptación de la MG 15 alemana. No debe confundirse con la Ho-103 de 12,7 mm, que también era llamada "Tipo 1", pero que realmente era una adaptación de la Browning M1919 para montajes alares y afustes flexibles. 

## Aviones armados

### Tipo 1
- Aichi B7A
- Nakajima C6N
- Yokosuka D4Y

### Tipo 98
- Kawasaki Ki-45
- Kawasaki Ki-48
- Nakajima Ki-49